# Robert G. L. Waite
Robert George Leeson Waite (* 18. Februar 1919 in Cartwright, Manitoba; † 4. Oktober 1999 in Glastonbury, Connecticut) war ein kanadisch-amerikanischer Historiker.
Waite, Sohn eines Pfarrers, besuchte das Macalester College in St. Paul, Minnesota und graduierte dort 1941. Von 1942 bis 1945 diente er in der United States Army und studierte anschließend Geschichte an der Harvard University. 1949 promovierte er dort mit einer Arbeit zur Geschichte der Freikorps in Deutschland nach dem Ersten Weltkrieg (The German Free Corps movement 1918–1923), die 1952 unter dem Titel Vanguard of Nazism in erweiterter Fassung auch in Buchform erschien.
Nach seiner Promotion wechselte Waite ans Williams College in Williamstown, Massachusetts. Dort erhielt er eine Professur (Brown Professor of History) und lehrte und forschte bis zu seiner Emeritierung im Jahr 1988, unterbrochen durch einen 1953 mit Hilfe eines Forschungsstipendiums der John Simon Guggenheim Memorial Foundation finanzierten Forschungsaufenthalt in Deutschland.
Sein einflussreichstes (und umstrittenstes) Werk war eine 1977 unter dem Titel The Psychopathic God veröffentlichte psychologische Studie Adolf Hitlers, in der Hitlers (laut einem 1968 in einem Buch von
Lew Besymenski erstmals veröffentlichten, angeblichen sowjetischen Autopsiebericht) fehlender linker Hoden eine wichtige Rolle spielte.

## Werke
- Vanguard of Nazism. The Free Corps Movement in Postwar Germany 1918–1923. Harvard University Press, Cambridge 1952. (= Harvard Historical Studies, Band 60)
- (Hrsg.) Hitler and Nazi Germany. Holt, Rinehart and Winston, New York 1965.
- The Psychopathic God: Adolf Hitler. Basic Books, New York 1977. ISBN 0-465-06743-3
- Hitler in World War II: Irrationality, Conjecture, Chance, Choice and Imagination. Vortrag, 19. März 1981, Phi Alpha Theta, SUNY.
- Kaiser and Führer. A Comparative Study of Personality and Politics. University of Toronto Press, Toronto 1998. ISBN 0-8020-4185-X
- Hitler, The Kaiser, and Me: An Academic's Procession. R.G.L. Waite, Williamstown MA 1999.